# 耶赫
耶赫是捷克语姓氏，姓耶赫的知名人物如下：
- 茨季博尔·耶赫（英语：Ctibor Jech），捷克冰曲棍球球員
- 伊日·耶赫（英语：Jiří Jech），捷克足球裁判
- 托马什·耶赫，數學家